# Luciano Fabbri
Luciano Fabbri (Riccione, 6 gennaio 1923 – Olbia, 2 settembre 1986) è stato un calciatore italiano, di ruolo centrocampista.

## Carriera
Nella stagione 1940-1941 e nella stagione 1941-1942 ha giocato in Serie C con la maglia del Forlì.
Nella stagione 1945-1946 e nella stagione 1946-1947 ha giocato in Serie C con il Rimini, giocando in tutto 45 partite e segnando 5 reti.
Nel 1947 si trasferisce all'Anconitana, con cui nella stagione 1947-1948 segna 7 reti in 29 presenze in Serie B; rimane all'Anconitana anche nella stagione 1948-1949, nella quale segna 2 gol in 35 presenze in Serie C. L'anno seguente segna invece una rete in 20 presenze, contribuendo alla vittoria del campionato di Serie C. Nella stagione 1950-1951 torna a giocare in Serie B, categoria in cui realizza 4 reti in 20 presenze. L'Anconitana a termina il campionato con un'altra retrocessione, e Fabbri rimane in squadra anche nella stagione 1951-1952, giocata in Serie C e conclusa con la retrocessione in IV Serie, durante la quale segna 2 reti in 27 presenze.
In carriera ha giocato complessivamente 49 partite in Serie B, categoria in cui ha anche segnato 11 reti.

## Palmarès

### Club

#### Competizioni nazionali
- Serie C: 1

Anconitana: 1949-1950